# Chúng tôi sẽ chôn vùi các ông

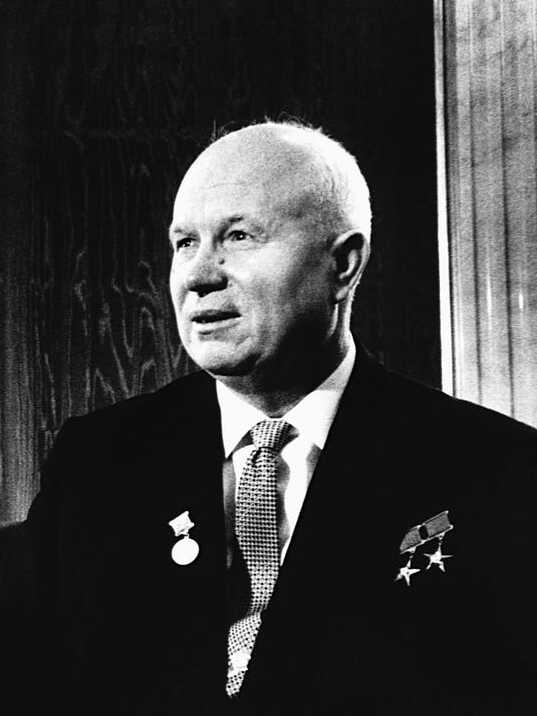
Nikita Khrushchev (1961)

"Chúng tôi sẽ chôn vùi các ông!" (tiếng Nga: «Мы вас похороним!», đã Latinh hoá: "My vas pokhoronim!") là một cụm từ được Thủ tướng Liên Xô Nikita Khrushchev sử dụng trong buổi gặp các đại sứ phương Tây tại Đại sứ quán Ba Lan tại Moskva ngày 18/11/1956. Cụm từ ban đầu được dịch nghĩa ra tiếng Anh bởi Viktor Sukhodrev người phiên dịch riêng của Khrushchev.

## Lịch sử
Trong buổi găp ngoại giao với đại sứ các nước phương Tây ngày 18/11/1956, với sự xuất hiện của chính khách cộng sản Ba Lan Władysław Gomułka, Khrushchev nói: "Với các nước tư bản, nó không tùy vào các ông hay sự tồn tại của chúng tôi. Bất kể các ông có thích hay không thì lịch sử vẫn đứng về phía chúng tôi. Chúng tôi sẽ chôn vùi các ông!" (Нравится вам это или нет, история на нашей стороне. Мы вас похороним).
Từ ông nói bằng tiếng Nga là "My vas pokhoronim" (Мы вас похороним), một cách diễn đạt thông thường được sử dụng như một câu đùa hài hước ở Nga. Nó có nghĩa là "Chúng tôi sẽ sống lâu hơn các ông". Từ pokhoronim dịch nghĩa liên quan đến việc chôn cất, nó cũng được diễn giải là "Chúng tôi sẽ có mặt trong đám tang của các ông". Nhưng điều này đã được dịch sai thành "Chúng tôi sẽ chôn vùi các ông!". Điều này đã khiến đại sứ 12 nước NATO và Israel rời khỏi hội trường.
Trong bài diễn văn công khai tiếp theo Khrushchev tuyên bố: "[...] Chúng tôi sẽ lấy một cái xẻng và đào hồ sâu, và chôn chủ nghĩa tư bản càng sâu càng tốt". Vào năm 1961 phát biểu tại Viện chủ nghĩa Marx–Lenin ở Moskva, Khrushchev nói, "sống chung hòa bình" với Liên Xô có nghĩa là "đấu tranh sôi nổi, kinh tế, chính trị và hệ tư tưởng giữa giai cấp vô sản và lực lượng xâm lược của chủ nghĩa đế quốc trên toàn thế giới". Sau đó, vào ngày 24/8/1963, Khrushchev nhận xét trong bài phát biểu của ông tại Nam Tư, "Tôi đã từng nói, 'Chúng tôi sẽ chôn vùi các ông,' và tôi đã gặp rắc rối với nó. Tất nhiên là chúng tôi sẽ không đích thân dùng xẻng chôn xác các ông. Chính tầng lớp lao động của các ông sẽ chôn vùi các ông," trong tài liệu tham khảo của Chủ nghĩa Marx nói rằng, "Giai cấp vô sản là người chôn cất cho chủ nghĩa tư bản", trong chương 1 của Tuyên ngôn của Đảng Cộng sản: "Do đó, hơn hết, những gì mà giai cấp tư bản làm sẽ là tự đào mồ chôn mình. Sự sụp đổ của giai cấp tư sản và thắng lợi của giai cấp vô sản là tất yếu như nhau." Khrushchev cũng bày tỏ luận điểm của chủ nghĩa Mác này tại một cuộc họp với các nhà báo tại Mỹ vào tháng 9/1959. Nhiều người Mỹ hiểu câu nói này như một mối đe dọa hạt nhân.